# ザ・ビースト/巨大イカの逆襲
『ザ・ビースト 巨大イカの逆襲』（ザ・ビースト きょだいイカのぎゃくしゅう、The Beast）は、1996年のアメリカ合衆国のテレビ映画。監督はジェフ・ブレックナー、出演はウィリアム・ピーターセンとカレン・サイラスなど。映画『ジョーズ』の原作者ピーター・ベンチリーの小説『ビースト』を原作とし、ベンチリー自ら脚本と製作総指揮を務め、巨大イカと人間の死闘を描いたパニック・アクション映画。港町が舞台となっており、巨大イカ母子はCGと着ぐるみ、アニマトロニクスで再現されている。
日本では日曜洋画劇場で2時間の編集版『ビースト 巨大イカの大逆襲』として放映されたほか、カナザワ映画祭では『ザ・ビースト』として上映された。

## ストーリー
豪華ヨットでバカンス中のカップルが遭難し、救命ボートに避難するも消息を絶つ。やがて犯人が巨大なイカであると判明し、地元の漁師ダルトンと女性保安官キャスリンらが立ち上がる。

## キャスト
- ウィップ・ダルトン: ウィリアム・ピーターセン - 温厚で誠実かつ勇敢な漁師。
- キャスリン・マーカス: カレン・サイラス（英語版） - 沿岸警備隊保安官。
- グレーブス: チャールズ・マーティン・スミス - 港湾長。
- ハーバート・タリー博士: ロナルド・ガットマン（英語版） - 海洋生物学者。
- ダナ・ダルトン: ミッシー・クライダー
- マイク・ニューカム: スターリング・メイサー・Jr
- オズボーン・マニング: デニス・アーント（英語版） - シーランド・テキサスのオーナー。
- ネル・ニューカム: A・J・ジョンソン（英語版）
- ルーカス・コーヴェン: ラリー・ドレイク - グレーブスがイカ退治に雇った男。
- クリストファー・レイン: マーレイ・バートレット（英語版）
- ハドリー: ローラ・バスケス
- エリザベス・グリフィン: アンジー・ミリケン
- コービン・ジェイクス: ブルース・アレキサンダー
- サックス奏者: ブレイク・キアニー

### 日本語吹替
| 役名               | 俳優                           | 日本語吹替 |
| ------------------ | ------------------------------ | --- |
| ウィップ・ダルトン | ウィリアム・ピーターセン       | 磯部勉 |
| キャスリン         | カレン・サイラス               | 弘中くみ子 |
| グレーブス         | チャールズ・マーティン・スミス | 田中亮一 |
| タリー             | ロナルド・ガッドマン           | 小川真司 |
| ルーカス           | ラリー・ドレイク               | 麦人 |
| その他             | N/A                            | 小林さやか 糸博 中田和宏 古田信幸 平田広明 引田有美 塚田正昭 仲野裕 稲葉実 荒川太朗 水野龍司 大滝進矢 渡辺美佐 宝亀克寿 星野充昭 小形満 松本大 |

- 日本語吹替：1998年5月3日『日曜洋画劇場』にて初放送。1999年7月23日にアミューズから発売されたVHSにも同じ吹替が収録。クリエイティブアクザから発売されたDVDには未収録。

### 日本語吹替版スタッフ
- 制作：東北新社
- 演出：伊達康将
- 翻訳：たかしまちせこ
- 効果：リレーション
- 調整：吉田佳代子